# Matti Schmidt-Schaller
Matti Schmidt-Schaller (* 16. September 1996 in Gera) ist ein deutscher Schauspieler.

## Privatleben
Matti Schmidt-Schaller ist der jüngste Sohn des Schauspielers Andreas Schmidt-Schaller; seine Mutter ist die Regisseurin Swentja Krumscheidt. Die Schauspieler Petra Schmidt-Schaller und Tom Radisch sind seine Halbgeschwister. Seine ersten fünf Lebensjahre verbrachte er in seiner Geburtsstadt Gera. Die Schule besuchte er anschließend in Berlin. Matti Schmidt-Schaller, der Schlagzeug und Gitarre spielt, lebt in Berlin.

## Karriere
2012 spielte er beim Sommertheater-Festival Klassik am Meer im Ostseebad Koserow auf der Insel Usedom den Jungen in Warten auf Godot in einer Inszenierung seiner Mutter. Seither übernimmt er auch Film- und Fernsehrollen. Die Schauspielerin Teresa Harder war zeitweise sein Schauspielcoach.

### Kino und Fernsehfilme
Nachdem er bereits als Kind 2008 einmal in der ZDF-Krimiserie SOKO Leipzig mitgespielt hatte, erhielt er seine erste größere Filmrolle in dem ZDF-Fernsehfilm Kein Entkommen (2014), in dem er an der Seite seiner Film-Eltern Anja Kling und Benno Fürmann den 15-jährigen Jan Bartels spielte. In Rainer Kaufmanns Fernsehfilm Ich will dich (2014), diesmal mit Ina Weisse und Ulrich Noethen als Eltern, spielte er den Teenager Jonas. In dem Fernsehfilm … und dann kam Wanda (2014) war er Vincent, der Sohn des alleinerziehenden Bauunternehmers Karlheinz Kluss (Hannes Jaenicke).
In dem Fernsehfilm Die Ungehorsame (2015) spielte er den 14-jährigen Jonas Keller, der seine Mutter (Felicitas Woll) vor den häuslichen Gewaltattacken seines Stiefvaters zu beschützen versucht. In dem Kinofilm Treppe aufwärts (2015), der im Oktober 2015 bei den Hofer Filmtagen seine Uraufführung hatte, spielte er den 16-jährigen Ben, den Sohn des spielsüchtigen Adam (Hanno Koffler), der unerwartet ins Leben seines Vaters tritt. Im Oktober/November 2015 drehte Schmidt-Schaller gemeinsam mit Suzanne von Borsody in Florida und Puerto Rico für das ZDF den Fernsehfilm Ein Sommer in Florida in der ZDF-Herzkino-Reihe.
Im Bella-Block-Krimi Stille Wasser (2017) spielte er den Sohn der in einer Kleinstadt in Brandenburg amtierenden Bürgermeisterin Sabrina Johannsen (Katja Weitzenböck). Im ersten Film der ZDF-Krimireihe Schwartz & Schwartz mit dem Titel Mein erster Mord (Erstausstrahlung: Oktober 2018) verkörperte er den jungen Linus Jasper, den Sohn eines tatverdächtigen angesehenen Arztes, der unter Alkoholeinfluss Einblick in seine zerrütteten Familienverhältnisse gibt. In der ARD-Fernsehreihe Der Ranger – Paradies Heimat (2018), die im Nationalpark Sächsische Schweiz spielt, war er der aggressive Anführer einer Gruppe junger Naturschützer, die den Bau eines Kletterparks verhindern wollen. Im 13. Film der ZDF-Kriminalfilmreihe Spreewaldkrimi mit dem Titel Totentanz, der im Februar 2021 erstausgestrahlt wurde, spielte Schmidt-Schaller den gesellschaftskritischen Internet-Blogger Lukas Fiebow, der nach einer Fastnachtsfeier tot aufgefunden wird.

### Mitwirkung in Fernsehserien
Schmidt-Schaller ist seit 2015 regelmäßig als Episoden- und Gastdarsteller in TV-Serien sowie SOKO- und anderen Krimiformaten zu sehen.
In der ersten Staffel der ARD-Fernsehserie In aller Freundschaft – Die jungen Ärzte (2015) war er in einer Episodenhauptrolle als junger Eishockeyspieler Fabian Maurer zu sehen. 2016 folgten Auftritte in der ZDF-Krimiserie SOKO Wismar (als 16-jähriger, an Kunst und Musik interessierter Sohn eines Kfz-Werkstattbesitzers) und Der Lehrer (als Schüler Ole). 2017 spielte er Dimitri in der 2. Staffel der Serie Armans Geheimnis. In der ZDF-Fernsehserie SOKO Köln (2018) spielte er an der Seite von Janna Striebeck den Sohn eines Fotografen, der aus Verachtung zum Mörder seines eigenen Vaters wird. Im Februar 2018 war er in der 4. Staffel der ZDF-Serie Bettys Diagnose in einer Episodenhauptrolle zu sehen, im April 2018 folgte eine Rolle in der ZDF-Serie Letzte Spur Berlin.
In der 15. Staffel der ZDF-Serie Der Kriminalist (2020) spielte er, neben Emilie Neumeister und Andreas Warmbrunn, eines der Mobbingopfer aus einer Berliner Schülerclique. In der 11. Staffel der ZDF-Serie Die Chefin (2020) übernahm er eine der Episodenhauptrollen als an Leukämie erkrankter junger Mann, der ein falsches Geständnis ablegt, um seine jüngere Schwester (Valerie Stoll) zu schützen.

## Filmografie (Auswahl)
- 2014: Kein Entkommen (Fernsehfilm)
- 2014: Ich will dich (Fernsehfilm)
- 2014: ... und dann kam Wanda (Fernsehfilm)
- 2015: Die Ungehorsame (Fernsehfilm)
- 2015: In aller Freundschaft – Die jungen Ärzte (Fernsehserie; Folge: Aufrecht gehen)
- 2015: Treppe aufwärts (Kinofilm)
- 2016: SOKO Wismar (Fernsehserie; Folge: Der verlorene Sohn)
- 2016: Ein Sommer in Florida (Fernsehreihe)
- 2016: Nie mehr wie es war (Fernsehfilm)
- 2016–2017, 2019: Der Lehrer (Fernsehserie)
- 2017: Armans Geheimnis (Fernsehserie; Serienrolle)
- 2017: Bella Block: Stille Wasser (Fernsehreihe)
- 2018: SOKO Köln (Fernsehserie; Folge: Schutzlos)
- 2018: Bettys Diagnose (Fernsehserie; Folge: Aufbruch)
- 2018: Letzte Spur Berlin (Fernsehserie; Folge: Verspielt)
- 2018: Das Boot (Fernsehserie)
- 2018: 25 km/h (Kinofilm)
- 2018: Schwartz & Schwartz – Mein erster Mord (Fernsehreihe)
- 2018: Raus (Kinofilm)
- 2018: Der Ranger – Paradies Heimat: Vaterliebe (Fernsehreihe)
- 2019: In Wahrheit: Still ruht der See
- 2019: Zeit der Geheimnisse (Miniserie, 3 Folgen)
- 2020: 9 Tage wach (Fernsehfilm)
- 2020: Der Kriminalist (Fernsehserie; Folge: Wir haben es nicht besser verdient)
- 2020: Vatersland (Kinofilm)
- 2020: Die Chefin (Fernsehserie; Folge: Nachtgestalten)
- 2020: SOKO München (Fernsehserie; Folge: Tod eines Autors)
- 2021: Sportabzeichen für Anfänger (Fernsehfilm)
- 2021: Spreewaldkrimi: Totentanz (Fernsehreihe)
- 2021: Endlich Witwer – Forever Young (Fernsehfilm)
- 2022: Der Bergdoktor (Fernsehserie; Folge: Endlich Leben)
- 2022: WaPo Duisburg (Fernsehserie; Folge: Doping)
- 2024: So weit kommt’s noch! (Fernsehfilm)